# Maria Theresia von Paradis
Maria Theresia von Paradis (Viena, 15 de mayo de 1759-ib, 1 de febrero de 1824) fue una pianista y compositora austriaca. A pesar de que desde los tres años perdiera por completo la vista, esto no fue impedimento para que la producción y obra de esta gran pianista, cantante y compositora no dejara de destacar. Sus aportes fueron fundamentales para la educación musical de su época, especialmente para los ciegos. Causó gran interés en los compositores de renombre de su época, entre ellos Mozart y Haydn. Actualmente es un referente importante en la historia de la música clásica sobre su ejecución e interpretación musical, fuentes como el "Journal de Paris" refirieron como únicos su toque, interpretación y vivacidad. 

## Biografía
Nació el 15 de mayo de 1759 en Viena y murió el 1 de febrero de 1824 en la misma ciudad, hija de Josef von Paradis, Secretario Imperial de Comercio de la Corte de la emperatriz María Teresa, y de su esposa María Rosalía. Recibió una excelente educación musical por parte del pianista Leopold Kozeluch, entrenamiento vocal con Vincenzo Righini y Antonio Salieri; teoría musical con los maestros Abbé Vogler y Carl Friberth; todos  ellos notables músicos de la época. Gracias a ellos adquirió grandes habilidades como pianista, cantante, compositora y profesora.
Dio al menos 40 conciertos en París. Se dice que cuando Mozart conoció su talento, le escribió el concierto para piano en si bemol mayor, K.456, desgraciadamente no lo recibió a tiempo durante su gira de conciertos en París y jamás pudo interpretarlo.
Von Paradis quedó ciega en algún momento entre la edad de dos y cinco años. Aun cuando se sometió a diversos tratamientos, nadie logró descubrir la causa de su mal. Fue tratada durante diez años por el mejor oculista de la corte, von Stoerk, cuyos métodos no tuvieron efecto alguno. Gracias al tratamiento del médico alemán Franz Anton Mesmer en 1777-1778, su condición mejoró, aunque solamente de forma temporal. Esto incomodó a von Stoerk, que discordaba con las técnicas de Mesmer: ejerció una gran presión social sobre las personas más influyentes del país hasta que el tratamiento de Mesmer fue suspendido, con lo que el problema se agravó aún más. 
El círculo de amistades de von Paradis incluía a músicos como los de la familia Mozart, así como a figuras literarias como Sophie La Roche.
Von Paradis fue enterrada en el cementerio de St. Mark; sin embargo, al igual que Mozart, la ubicación de su tumba es desconocida.

## Vida pública y giras artísticas
A la edad de 11 años fue su debut público, cantando el Stabat Mater de Pergolesi, siendo ella misma quien tocó su propio acompañamiento en el órgano. La Emperatriz reconoció su habilidad y potencial y le proveyó de excelente educación, con especial énfasis en el entrenamiento musical. Le otorgó un estipendio, que posteriormente fue revocado por José II, y reinstaurado por Leopoldo II.
En agosto de 1783 Maria Theresia inicia una gira por París y Londres en compañía de su madre y Johann Riedinger, su libretista y amanuense. Visita a Mozart y su familia en Salzburgo el 27 de agosto. Posteriormente dio conciertos en Frankfurt (5 de octubre de 1783), Koblenz (30 de octubre de 1783) y otras localidades, tras los cuales alcanza París a principios de marzo de 1784. El 1 de abril apareció en el "Concert Spirituel", y el "Journal de Paris" (4 de abril de 1784) escribió sobre ella: "uno debe escuchar a Maria Theresia para hacerse una idea del toque, la precisión y la vivacidad de su interpretación". Antes de dejar París a finales de octubre, haría catorce apariciones públicas y asistiría a Valentin Haüy, "padre y apóstol de los invidentes", en la creación de la primera escuela para ciegos, abierta en París en 1785. En noviembre de 1784, Paradis llega a Londres, donde actuaría entre otros sitios, en la corte, en el palacio del Príncipe de Gales (Carlton House) y en el Professional Concert en los Hanover Square Rooms. Sin embargo, sus actuaciones no fueron tan bien recibidas como en París. Después de numerosos conciertos en ciudades de Europa occidental, Maria Theresia vuelve a Viena en 1786 pasando por Berlín y Praga en el camino. Sus planes para recorrer Rusia e Italia nunca llegaron a materializarse, sin embargo, volvería a Praga en 1797 para la producción de su ópera "Rinaldo und Alcina".
Durante su estancia en París Paradis comenzaría a componer música para piano, así como también piezas para voz y teclado. Las primeras piezas que se le atribuyen están datadas en 1777, aunque probablemente esta colección de sonatas sean obra de Pietro Domenico Paradies, con quien se le confunde en muchas ocasiones. De forma similar, la famosa "Sicilienne" considerada la mejor obra de Paradis, sea obra de su descubridor Samuel Dushkin. La mayoría de las obras auténticas de la compositora de este periodo se han perdido. Se tiene, sin embargo, su colección "Zwölf Lieder auf ihrer Reise in Musik gesetzt" compuesta entre 1784 y 1786. Para el año 1789, Maria Theresia von Paradis dedicaba más tiempo a la composición que a la interpretación y entre 1789 y 1797, llegó a componer cinco óperas y tres cantatas como mínimo.

## Obra

### Obra pedagógica
Después del fracaso de "Rinaldo und Alcina", comenzó progresivamente a dedicarle cada vez más tiempo a la enseñanza. En París, conoció a Valentin Haüy, quien dedicó su vida a trabajar para la gente ciega y quien años después, en 1785, abrió la primera escuela para ciegos. Maria Theresia le ayudó a desarrollar un programa de estudio, basado en métodos que fueron utilizados en su educación personal.
Para 1786 dio por concluida su camino como concertista y regresó a Viena, aunque planeó hacer giras posteriores por Rusia e Italia, que nunca fueron materializadas. En Viena se dedicó a la composición con la ayuda de un tablero con clavijas que inventó para ella su amigo Johann Riedinger. El tablero tenía distintas formas para cada figura y altura musical. Posteriormente un copista transcribía las composiciones a una partitura convencional. Escribió óperas, cantatas, piezas corales, conciertos para piano, música de cámara y otras obras para piano.
En 1808, Maria Theresia fundaría su propia escuela de música, donde impartiría lecciones de piano, canto y teoría musical, principalmente a chicas jóvenes. Maria continuó gradualmente involucrándose en la educación, especializándose en las personas ciegas. Muchas mujeres prominentes enseñaron en esa escuela, que aceptaba tanto a alumnos ciegos como videntes. La escuela fue reconocida por los conciertos que todos los domingos ofrecía. Lo que atrajo a muchísimos miembros de la sociedad vienesa. Continuó componiendo hasta el año de 1813, pero no dejó jamás la docencia, la cual ahora era su prioridad.
Maria también se caracterizó por su asistencia humanitaria y hospitalidad a los artistas. Se movió en los mismos círculos que Mariana Von Martínez y se conocían mutuamente, pero no se sabe ni hay registros detallados sobre sus encuentros y entrevistas. 
Las conexiones familiares fueron de gran importancia para la carrera de Maria.

### Principales composiciones
Otras de sus obras y óperas reconocidas fueron:
- Ariadna und Bacchus, melodrama de Grove. Obra perdida en 1791.
- Der Schulkandidat, Viena, una operata, cuya parte está también perdida, en 1792.
- Rinaldo und Alcina, Praga, basada en el libreto de su autor ciego Ludwig von Baczko. Que no fue tan exitoso, y después de este fallo, Maria se enfocó más en la enseñanza. Actualmente sólo el texto sobrevive, pero la música está perdida, 1797.
- Grosse militärische, perdido en 1805.
- Zwei ländliche Opern, perdido en 1792.
- ''Sicilienne'' fue la más reconocida

Aunque su música fue, interpretada públicamente en Viena, muy poca de su música fue editada y publicada durante su vida. Muchos de sus manuscritos fueron perdidos con el tiempo. Muchos de los registros que se tienen de su música están incompletos, y los académicos han encontrado difícil determinar cuáles son obras propias y cuales fueron compuestas por alguien más.
Sin embargo se ha confirmado que al menos treinta obras son de su autoría, incluyendo cantatas, cinco óperas, piezas corales, conciertos para piano, siete sinfonías y música para piano y cuerdas.
Entre 1784 y 1786, mientras todavía continuaba de gira, fueron publicadas doce canciones, entre ellas "Morgenlied eines armen Mannes", las cuales actualmente son sus obras más conocidas.
Las melodías de Paradis, tomando como ejemplo la "Siciliana" se caracterizan por sus inflexiones cromáticas y extensiones irregulares en sus frases, lo cual creó atmósferas que no eran comunes para su tiempo.